# Mohamed Aboutreika
Mohamed Aboutreika (obowiązuje także pisownia Mohamed Abou Treika arab. محمد أبو تريكة, ur. 7 listopada 1978 w Gizie) – egipski piłkarz grający na pozycji ofensywnego pomocnika.

## Kariera klubowa
Aboutreika urodził się w Gizie. W młodym wieku, jak większość chłopców w jego wieku kopał piłkę na ulicach miasta. W wieku 17 lat zapisał się do jednego z tamtejszych klubów, Tersany. Przez kilka lat występował w jej barwach w drugiej lidze, a w 2000 roku uzyskał promocję do pierwszej ligi. W swoim pierwszym sezonie w ekstraklasie zdobył 6 goli i stworzył atak z Syryjczykiem Mohannadem Al-Boshim. W kolejnym jego dorobek wyniósł 7 bramek i wydatnie przyczynił się do utrzymania Tersany w pierwszej lidze. W sezonie 2002/03 Aboutreika zdobył 11 goli w lidze i znów miał wpływ na uniknięcie degradacji klubu.
W trakcie sezonu 2003/04 Mohamed przeszedł do stołecznego Al-Ahly, jednego z czołowych klubów w kraju. W 2004 roku został uznany Piłkarzem Roku w Egipcie, a w sezonie 2004/05 wywalczył swój pierwszy tytuł mistrza kraju. W 2005 roku zdobył także Superpuchar Egiptu (trofeum to zdobywał też w dwóch kolejnych sezonach), wygrał po raz pierwszy Afrykańską Ligę Mistrzów, a także drugi raz otrzymał nagrodę dla najlepszego gracza w kraju (dostał ją także w kolejnych dwóch latach). W sezonie 2005/06 z 18 golami na koncie został królem strzelców ligi. Swoją postawą przyczynił się do obrony przez Al-Ahly mistrzowskiego tytułu, a także drugiego z rzędu Pucharu Mistrzów (król strzelców pucharu z 8 golami) oraz zdobycia pierwszego w karierze Pucharu Egiptu. Zdobył też brązowy medal w Klubowym Pucharze Świata 2006 i został jego królem strzelców (gol w wygranym 2:0 meczu z Auckland City oraz 2 gole w wygranym 2:1 meczu o 3. miejsce z meksykańską Amériką Meksyk. W sezonie 2006/07 wywalczył z Al-Ahly dublet - mistrzostwo oraz puchar kraju. W latach 2006 i 2007 zdobywał też Superpuchar Afryki.

## Kariera reprezentacyjna
W reprezentacji Egiptu Aboutreika zadebiutował 31 marca 2004 w wygranym 2:1 towarzyskim spotkaniu z Trynidadem i Tobago, przygotowującym kadrę narodową do występu w eliminacjach do MŚ 2006. W 60. minucie meczu zdobył pierwszego gola dla Egipcjan. W 2006 roku został powołany przez Hassana Shehatę do kadry na Puchar Narodów Afryki 2006. Tam był podstawowym zawodnikiem "Faraonów" i w meczach grupowych zdobył 2 gole (w wygranym 3:0 z Libią oraz wygranym 3:1 z Wybrzeżem Kości Słoniowej). W kolejnych meczach także był czołowym zawodnikiem, a w finale z Wybrzeżem Kości Słoniowej wykorzystał decydujący o mistrzostwie Afryki dla Egipcjan rzut karny w serii rzutów karnych.
W 2008 roku Shehata powołał Aboutreikę na Puchar Narodów Afryki 2008 w Ghanie. Na tej imprezie w finale, przeciwko Kamerunowi zdobył gola na wagę mistrzostwa Afryki dla Egiptu. Po tym spotkaniu został okrzyknięty piłkarzem meczu.
W meczu przeciwko reprezentacji Sudanu, Aboutreika po strzeleniu gola uniósł swoją koszulkę piłkarską, odsłaniając koszulkę z napisem "Sympathize with Gaza" co miało wyrażać protest przeciwko izraelskiej blokadzie strefy Gazy. Dostał żółtą kartkę.